# Pico Falsa Aguja
El pico Falsa Aguja (en búlgaro: Голям Иглен връх, ‘Golyam Iglen Vrah’; también denominado Great Needle Peak o pico Helmet) es un pico que integra las montañas Tangra, situado al sur de la boca del glaciar Huron en la parte oriental de la isla Livingston, en las islas Shetland del Sur, Antártida.

## Historia y toponimia
En la toponimia antártica británica, su nombre fue colocado por el equipo de Investigaciones Discovery en 1935. Los británicos cartografiaron el pico dos veces en la década de 1950.
En las toponimias antárticas de Argentina y Chile, debe su nombre en relación con el pico Aguja.
En la toponimia antártica utilizada por Bulgaria, se sustituyó la referencia de «falsa» por «grande», debido a que tiene mayor altitud.
El 8 de enero de 2015, los montañeros búlgaros Doychin Boyanov, Nikolay Petkov y Aleksander Shopov de la base Campamento Academia realizaron la primera ascensión del pico, precisando su altitud exacta mediante el sistema GPS.

## Reclamaciones territoriales
Argentina incluye al pico en el departamento Antártida Argentina dentro de la provincia de Tierra del Fuego, Antártida e Islas del Atlántico Sur; para Chile forma parte de la comuna Antártica de la provincia Antártica Chilena dentro de la Región de Magallanes y de la Antártica Chilena; y para el Reino Unido integra el Territorio Antártico Británico. Las tres reclamaciones están sujetas a las disposiciones del Tratado Antártico.
Nomenclatura de los países reclamantes: 
- Argentina: Pico Falsa Aguja[12][13]
- Chile: Pico Falsa Aguja[6]
- Reino Unido: Helmet Peak[5]

### Mapas
- South Shetland Islands. Scale 1:200000 topographic map. DOS 610 Sheet W 62 60. Tolworth, UK, 1968.
- Islas Livingston y Decepción.  Mapa topográfico a escala 1:100000.  Madrid: Servicio Geográfico del Ejército, 1991.
- S. Soccol, D. Gildea and J. Bath. Livingston Island, Antarctica. Scale 1:100000 satellite map. The Omega Foundation, USA, 2004.
- L.L. Ivanov et al., Antarctica: Livingston Island and Greenwich Island, South Shetland Islands (from English Strait to Morton Strait, with illustrations and ice-cover distribution), 1:100000 scale topographic map, Comisión Búlgara para los Topónimos Antárticos, Sofía, 2005
- L.L. Ivanov. Antarctica: Livingston Island and Greenwich, Robert, Snow and Smith Islands. Scale 1:120000 topographic map. Troyan: Manfred Wörner Foundation, 2010. ISBN 978-954-92032-9-5 (First edition 2009. ISBN 978-954-92032-6-4)
- Antarctic Digital Database (ADD). Scale 1:250000 topographic map of Antarctica. Scientific Committee on Antarctic Research (SCAR). Since 1993, regularly upgraded and updated.
- L.L. Ivanov. Antarctica: Livingston Island and Smith Island. Scale 1:100000 topographic map. Manfred Wörner Foundation, 2017. ISBN 978-619-90008-3-0

- Datos: Q5599616
- Multimedia: Great Needle Peak / Q5599616